# Eleições estaduais no Espírito Santo em 2010
As eleições estaduais no Espírito Santo em 2010 aconteceram em 1º de outubro como parte das eleições gerais em 26 estados e no Distrito Federal. Foram eleitos o governador Renato Casagrande, o vice-governador Givaldo Vieira, os senadores Ricardo Ferraço e Magno Malta, 10 deputados federais e 30 estaduais. Como o candidato mais votado obteve mais da metade mais um dos votos válidos o pleito foi decidido em primeiro turno e conforme a Constituição a posse do governador e do vice-governador se daria em 1º de janeiro de 2011 para quatro anos de mandato já sob a égide da reeleição.
Eleito governador sob uma votação recorde em termos nominais e percentuais, o engenheiro florestal e advogado Renato Casagrande nasceu em Castelo e se formou, respectivamente, pela Universidade Federal de Viçosa e pela Faculdade de Direito de Cachoeiro de Itapemirim. Membro do PCdoB quando o partido estava na ilegalidade, ingressou no PMDB em 1983 e um ano depois o prefeito Paulo Galvão o nomeou secretário municipal de Obras e Serviços Públicos de Castelo. Filiado ao PSB desde 1987, elegeu-se deputado estadual em 1990 e vice-governador na chapa de Vitor Buaiz em 1994. Nos anos seguintes acumulou suas funções no Executivo com o cargo de secretário de Agricultura. Derrotado ao disputar o governo estadual em 1998, aceitou o convite do prefeito Sérgio Vidigal e foi secretário municipal de Meio Ambiente em Serra. Eleito deputado federal em 2002 e senador em 2006, renunciou à cadeira parlamentar após sua eleição ao governo do Espírito Santo no pleito de 2010 e apoiado por Paulo Hartung.
Advogado formado pela Universidade Federal do Espírito Santo, Givaldo Vieira nasceu em Laranja da Terra e construiu sua vida política no PT. Eleito vereador em Serra em 1996, foi secretário municipal de Direitos Humanos e Cidadania e secretário municipal de Educação após a reeleição do prefeito Sérgio Vidigal em 2000. Em Vitória foi secretário municipal de Coordenação Política na administração João Coser e obteve uma suplência de deputado estadual em 2006. Convocado a exercer o mandato, dele se licenciou para ocupar a Secretaria do Trabalho no segundo governo Paulo Hartung e em 2010 foi eleito vice-governador capixaba.

## Resultado da eleição para governador
Conforme os arquivos da Justiça Eleitoral foram apurados 1.825.092 votos nominais.
| Candidatos a governador do estado | Candidatos a vice-governador | Número | Coligação                                                                         | Votação                | Percentual             |
| --------------------------------- | ---------------------------- | ------ | --------------------------------------------------------------------------------- | ---------------------- | ---------------------- |
| Renato Casagrande PSB             | Givaldo Vieira PT            | 40     | Frente Juntos pelo Futuro (PSB, PT, PMDB, PR, PDT, PCdoB, PRP, PSDC, PTN, PTdoB)  | 1.502.070              | 82,30%                 |
| Luiz Paulo Vellozo Lucas PSDB     | Max da Mata DEM              | 45     | O Espírito Santo quer Mais (PSDB, DEM, PTB, PPS, PP, PRB, PSC, PTC, PV, PHS, PMN) | 282.910                | 15,50%                 |
| Brice Bragato PSOL                | Manoel Jorge Tavares PSOL    | 50     | PSOL (sem coligação)                                                              | 38.177                 | 2,09%                  |
| Gilberto Caregnato PRTB           | Roberto Salesiano PRTB       | 28     | Frente Renova Espírito Santo (PRTB, PSL)                                          | 1.935                  | 0,11%                  |
| José Avelar Rocha PCO             | Cristine Braga PCO           | 29     | PCO (sem coligação)                                                               | Candidatura indeferida | Candidatura indeferida |

## Senadores eleitos

### Ricardo Ferraço
Herdeiro político de Theodorico Ferraço, o empresário Ricardo Ferraço nasceu em Cachoeiro de Itapemirim, cidade onde iniciou sua carreira política ao eleger-se vereador pelo PDS em 1982. Após mudar de partido foi eleito deputado estadual via PTB em 1990 e 1994. Presidente da Assembleia Legislativa do Espírito Santo, chefiou depois a Casa Civil no governo Vitor Buaiz e em 1998 conseguiu um mandato de deputado federal pelo PSDB. Sua primeira candidatura a senador aconteceu pelo PPS em 2002, mas não obteve êxito. Secretário de Agricultura no primeiro governo Paulo Hartung, regressou ao PSDB e foi eleito vice-governador na chapa que reconduziu o governador ao Palácio Anchieta em 2006 e em 2010 foi eleito senador pelo PMDB.

### Magno Malta
Baiano natural de Macarani, o teólogo Magno Malta graduou-se em 1981 pelo Seminário Teológico Batista do Norte do Brasil em Recife. Inicialmente filiado ao PTB, foi eleito sucessivamente vereador em Cachoeiro de Itapemirim em 1992, deputado estadual em 1994 e deputado federal em 1998. Após migrar para o PL no início do Século XXI, obteve um mandato de senador em 2002 e com a extinção de seu partido foi reeleito via PR em 2010.

## Resultado da eleição para senador
Conforme os arquivos da Justiça Eleitoral foram apurados 3.496.069 votos nominais.
| Candidatos a senador da República | Candidatos a suplente de senador                          | Número | Coligação                                                                         | Votação                | Percentual             |
| --------------------------------- | --------------------------------------------------------- | ------ | --------------------------------------------------------------------------------- | ---------------------- | ---------------------- |
| Ricardo Ferraço PMDB              | Sérgio de Castro PDT José Antônio Guidoni PSB             | 156    | Frente Juntos pelo Futuro (PSB, PT, PMDB, PR, PDT, PCdoB, PRP, PSDC, PTN, PTdoB)  | 1.557.409              | 44,55%                 |
| Magno Malta PR                    | Paulo Antenor de Oliveira PR Enivaldo dos Anjos PDT       | 222    | Frente Juntos pelo Futuro (PSB, PT, PMDB, PR, PDT, PCdoB, PRP, PSDC, PTN, PTdoB)  | 1.285.177              | 36,76%                 |
| Rita Camata PSDB                  | José Teófilo Oliveira PSDB Myrthes Bevilacqua Corradi PPS | 456    | O Espírito Santo quer Mais (PSDB, DEM, PTB, PPS, PP, PRB, PSC, PTC, PV, PHS, PMN) | 375.510                | 10,74%                 |
| Renato Almeida PSOL               | Carmen Saraiva PSOL Ilma Viana PSOL                       | 500    | PSOL (sem coligação)                                                              | 277.973                | 7,95%                  |
| José Carlos Gratz PSL             | Laudelino Nascimento PRTB João Barbosa Valadares PSL      | 170    | Frente Renova Espírito Santo (PRTB, PSL)                                          | Candidatura indeferida | Candidatura indeferida |

## Deputados federais eleitos
São relacionados os candidatos eleitos com informações complementares da Câmara dos Deputados.

Representação eleita
  PDT: 3
  PSB: 2
  PMDB: 2
  PSDB: 1
  PT: 1
  PSC: 1

Fonteː
| Número | Deputados federais eleitos | Partido | Votação | Percentual | Cidade onde nasceu      | Unidade federativa |
| 4010   | Audifax Barcelos           | PSB     | 161.856 | 8,58%      | Serra                   | Espírito Santo     |
| 1212   | Sueli Vidigal              | PDT     | 141.578 | 7,51%      | Cachoeiro de Itapemirim | Espírito Santo     |
| 1515   | Lelo Coimbra               | PMDB    | 105.458 | 5,59%      | Vitória                 | Espírito Santo     |
| 4040   | Paulo Foletto              | PSB     | 99.312  | 5,26%      | Colatina                | Espírito Santo     |
| 1545   | Rose de Freitas            | PMDB    | 96.454  | 5,11%      | Caratinga               | Minas Gerais       |
| 4567   | César Colnago              | PSDB    | 80.728  | 4,28%      | Itarana                 | Espírito Santo     |
| 1333   | Iriny Lopes                | PT      | 74.534  | 3,95%      | Lavras                  | Minas Gerais       |
| 2010   | Lauriete Malta             | PSC     | 69.818  | 3,70%      | Vitória                 | Espírito Santo     |
| 1211   | Jorge Silva                | PDT     | 67.262  | 3,57%      | São Mateus              | Espírito Santo     |
| 1234   | Carlos Manato              | PDT     | 60.700  | 3,22%      | Alegre                  | Espírito Santo     |

## Deputados estaduais eleitos
Estavam em jogo 30 cadeiras na Assembleia Legislativa do Espírito Santo.

Representação eleita
  DEM: 5
  PT: 5
  PR: 4
  PDT: 3
  PMDB: 3
  PSB: 2
  PV: 2
  PRP: 2
  PTB: 1
  PPS: 1
  PTdoB: 1
  PP: 1

Fonteː
| Número | Deputados estaduais eleitos | Partido | Votação | Percentual | Cidade onde nasceu      | Unidade federativa |
| 25025  | Rodney Miranda              | DEM     | 65.049  | 3,46%      | Brasília                | Distrito Federal   |
| 25100  | Theodorico Ferraço          | DEM     | 53.096  | 2,83%      | Cachoeiro de Itapemirim | Espírito Santo     |
| 22000  | Vandinho Leite              | PR      | 38.548  | 2,05%      | Aimorés                 | Minas Gerais       |
| 12600  | Josias da Vitória           | PDT     | 33.374  | 1,78%      | Colatina                | Espírito Santo     |
| 12500  | Marcelho Coelho             | PDT     | 31.083  | 1,66%      | Linhares                | Espírito Santo     |
| 14014  | José Carlos Elias           | PTB     | 29.089  | 1,68%      | Itapemirim              | Espírito Santo     |
| 15100  | Hércules Silveira           | PMDB    | 28.536  | 1,52%      | Cachoeiro de Itapemirim | Espírito Santo     |
| 40123  | Rodrigo Chamoun             | PSB     | 27.104  | 1,44%      | Brasília                | Distrito Federal   |
| 12345  | Luiz Durão                  | PDT     | 25.976  | 1,38%      | Linhares                | Espírito Santo     |
| 40100  | José Eustáquio de Freitas   | PSB     | 24.711  | 1,32%      | Conselheiro Pena        | Minas Gerais       |
| 43456  | Gildevan Fernandes          | PV      | 23.820  | 1,27%      | Pinheiros               | Espírito Santo     |
| 13130  | Genivaldo Lievore           | PT      | 23.801  | 1,27%      | Colatina                | Espírito Santo     |
| 15311  | Sérgio Borges               | PMDB    | 23.749  | 1,26%      | Vitória                 | Espírito Santo     |
| 15500  | Luzia Toledo                | PMDB    | 23.626  | 1,26%      | Mimoso do Sul           | Espírito Santo     |
| 22300  | Gilsinho Lopes              | PR      | 23.241  | 1,24%      | Vitória                 | Espírito Santo     |
| 22345  | Glauber Coelho              | PR      | 23.040  | 1,23%      | Cachoeiro de Itapemirim | Espírito Santo     |
| 13456  | Cláudio Vereza              | PT      | 22.353  | 1,19%      | Aimorés                 | Minas Gerais       |
| 13013  | Roberto Carlos Braga        | PT      | 22.143  | 1,18%      | Vitória                 | Espírito Santo     |
| 13120  | Lúcia Dornellas             | PT      | 21.873  | 1,16%      | Afonso Cláudio          | Espírito Santo     |
| 23123  | Luciano Rezende             | PPS     | 21.146  | 1,13%      | Cachoeiro de Itapemirim | Espírito Santo     |
| 13123  | Marcelo Coutinho            | PT      | 20.417  | 1,09%      | Cariacica               | Espírito Santo     |
| 25800  | Ataydes Antônio Armani      | DEM     | 20.044  | 1,07%      | Linhares                | Espírito Santo     |
| 25222  | Luciano Pereira             | DEM     | 19.085  | 1,02%      | Barra de São Francisco  | Espírito Santo     |
| 22444  | José Esmeraldo de Freitas   | PR      | 18.841  | 1,00%      | Cariacica               | Espírito Santo     |
| 25000  | Elcio Alvares               | DEM     | 17.878  | 0,95%      | Ubá                     | Minas Gerais       |
| 43123  | Sandro Locutor              | PV      | 17.548  | 0,93%      | Vitória                 | Espírito Santo     |
| 70123  | Vanildo Sarnaglia           | PTdoB   | 17.418  | 0,93%      | Itaguaçu                | Espírito Santo     |
| 11111  | Nilton Baiano               | PP      | 17.062  | 0,91%      | Itabuna                 | Bahia              |
| 44789  | Henrique Vargas             | PRP     | 13.502  | 0,72%      | São Gabriel da Palha    | Espírito Santo     |
| 44569  | Dary Pagung                 | PRP     | 13.282  | 0,71%      | Baixo Guandu            | Espírito Santo     |